# Scinax proboscideus
Scinax proboscideus là một loài ếch trong họ Nhái bén.
Nó được tìm thấy ở Guyane thuộc Pháp, Guyana, Suriname, và có thể cả Brasil.
Các môi trường sống tự nhiên của chúng là các khu rừng ẩm ướt đất thấp nhiệt đới hoặc cận nhiệt đới và đầm nước ngọt có nước theo mùa.